# مصطفى العلوي (مذيع)
مصطفى العلوي (1948، مكناس) مذيع وصحفي مغربي.

## حياته
ترعرع وتلقى تعليمه الابتدائي والثانوي في الآداب، وسط محيط الشرفا المتشبعين بعقيدة الولاء. ينحذر والده من منطقة الراشدية بينما أمه أمازيغية.أثار اعجاب معلميه في تمرين التلاوة. وتوجه إلى المدرسة العسكرية، إلا أنه سرعان ما غادرها بعدما عجز عن تحمل قسوتها. تقدم وهو لم يبلغ سن العشرين واجتاز اختبارا لولوج دار البريهي، فتم اقتياده إلى تمرين صوته في تمثيليات اذاعية، فانتقل بسرعة إلى تنشيط وتقديم البرامج التفاعلية والاجتماعية والفنية، وكان أول من جلب مجموعة «ناس الغيوان» إلى استديو التلفزة المغربية.

## مشواره المهني
أصبح مصطفى العلوي يكتفي بقراءة الأخبار وأقوال الصحف التي يعدها المحررون، وعرف الملك الحسن الثاني استغلال هذه الوسيلة الإعلامية جيدا، لدرجة أن المغاربة كانوا يتصورون نشرة الأخبار بمفهوم "الخطبة"."وأصبحوا يسمونها كذلك، أي الخطبة أو "الخطابة" بمعنى الأخبار الموجهة إديولوجيا.
خلال عقد الثمانينات، انقسمت دار البريهي إلى معسكرين، الأول يتزعمه مصطفى العلوي شخصيا والمعلن ولاءه للنظام، ومعسكر آخر يقوده أحمد الزايدي، السياسي الاشتراكي، الذي كان يهدف إلى تمرير الخطاب الآخر عبر التلفزيون باعتباره مؤسسة عمومية. استفاد العلوي من تسوية وضعيته الادارية وترقيته بتدخل شخصي من المعطي بوعبيد، الوزير الأول آنذاك. تم بتوقيف مصطفى العلوي عن العمل بشكل مفاجئ، وحسب تكهنات الصحافة كان سببها تعليقه حلال الألعاب الأولمبية الصيفية 1984, التي تألق فيها كل من سعيد عويطة ونوال المتوكل/ حيث قال «ها هو مغرب عويطة ونوال». ورواية أخرى تقول أن الحسن الثاني كان يتابع تلك الألعاب، فأزعجه الصوت المرتفع لمصطفى العلوي، وطالب الحاضرين معه: «سكتو علي هذا». وكانت مجموعة من الاتحاديين قد ضاقت بنجوميته، وكانت ترغب باختراق الإذاعة والتلفزيون عن طريق الصحفيين.
بقي سبب توقيفه غامضا إلى أن حل وزير الداخلية ادريس البصري الجديد وعقد اجتماعا مع صجفيي القناة في استديو التلمساني، ولم يتردد مصطفى العلوي في استفسار الوزير عن سبب توقيفه، فعاد مصطفى العلوي ليدشن مرحلة جديدة من مساره. أحدثت وزارة الداخلية نشرة جديدة سميت «النشرة الجهوية», تولى مصطفى العلوي رئاستها، مزودا اياها بوجوه جديدة دربها على يدهه. وتخصص العلوي في مواكبة وتغطية أنشطة الملك الحسن الثاني ومحمد السادس. وقد أثار جدلا سنة 2013 عند تغطيته الأنشطة الملكية بسبب خطئه أثناء تغطية حفل الولاء والبيعة، عندما نطق بارتباك كلمة «بلاء» عوض كلمة «ولاء».